# Panayotis Pascot
Pour les articles homonymes, voir Pascot.
Panayotis Pascot est un humoriste, acteur, scénariste, réalisateur et écrivain français, né le 9 août 1998 à Amiens,,.

## Biographie

### Famille et études
Fils de Philippe Pascot, écrivain et personnalité politique, également administrateur de l'association Anticor, et d'une institutrice, Panayotis Pascot est le dernier d'une famille de six enfants. Il a résidé à Bondoufle dans l'Essonne.

### Études et débuts amateurs
À 12 ans, il lance avec des amis le site Cogitum-Cogitum.
Début 2014, il s'inscrit sur le réseau Vine où il réalise des vidéos humoristiques de six secondes. C'est via Vine qu'il rencontre Freddy Gladieux, avec qui il écrit ensuite ses chroniques pour Le Petit Journal et Quotidien.
En 2016, il obtient son baccalauréat scientifique.

### Carrière
En 2015, âgé de 17 ans, Panayotis Pascot cumule la préparation de son bac scientifique et une chronique hebdomadaire dans Le Petit Journal sur Canal+. Lorsqu'en 2016 Yann Barthès quitte Canal+ pour TMC et sa nouvelle émission Quotidien, Panayotis Pascot le suit. Il quitte cependant l'émission un an plus tard.
En 2016, Panayotis Pascot obtient son premier rôle au cinéma dans la comédie de François Desagnat, Adopte un veuf. Il y joue le rôle de Julien, patient de l'infirmière timide incarnée par Julia Piaton. En septembre 2017, il apparaît dans le clip Dommage de Bigflo et Oli.
À partir d'octobre 2019, il est en représentation de son premier seul en scène Presque d'abord au Grand Point-Virgule puis au théâtre Antoine en mars 2020,,,.
En 2023, il publie son premier récit autobiographique, La prochaine fois que tu mordras la poussière, aux éditions Stock, dans lequel il aborde ses périodes dépressives, sa relation avec son père, mais aussi son homosexualité. Le récit fait l'objet d'une adaptation au théâtre en 2024, mise en scène par son frère Paul Pascot et interprétée par Vassili Schneider.
La même année, il s'associe avec Thomas Wiesel, deux de ses frères et Mélanie Polizzi pour créer Mortimer Stand-up qui propose des prestations pour des entreprises liées au stand-up et à la comédie.
En juin 2024, Panayotis Pascot annonce son nouveau spectacle seul en scène intitulé Entre les deux dont les représentations débutent fin 2024.

## Filmographie
Sauf indication contraire, les informations mentionnées dans cette section peuvent être confirmées par les bases de données cinématographiques  présentes dans la section « Liens externes ».

### Acteur

#### Cinéma
- 2016 : Adopte un veuf de François Desagnat : Julien
- 2018 : Tamara Vol.2 d'Alexandre Castagnetti : Max
- 2019 : Le Daim de Quentin Dupieux : Johnny
- 2019 : Mon chien Stupide d'Yvan Attal : Gaspard Mohen
- 2023 : Nouveaux Riches de Julien Royal : le frère de Yaël
- 2025 : Banger de So Me : Jean-Marc
- 2025 : Le Roi Soleil de Vincent Maël Cardona : Abel

#### Télévision

##### Téléfilm
- 2019 : Peplum : La Folle Histoire du mariage de Cléopâtre de Maurice Barthélemy : cavalier centurion

##### Séries télévisées
- 2018 : Thanksgiving (mini-série) de Nicolas Saada : le stagiaire
- 2022 : Drôle de Fanny Herrero : un stand-upper (saison 1, épisode 2)
- 2022 : Irma Vep (mini-série) de Olivier Assayas : un jeune producteur (épisode 8)
- Depuis 2023 : En place de Jean-Pascal Zadi : Jérôme, le conseiller d'Éric Andreï
- Depuis 2023 : Pamela Rose, la série de Ludovic Colbeau-Justin : Adam Blake
- 2023 : De Grâce (mini-série) de Maxime Crupaux et Baptiste Fillon : Simon
- 2024 : Enterrement de vie de garçon (mini-série) de lui-même, Adib Alkhalidey, Fary, Jason Brokers, Béatrice Fournera et Julien Rebbarche : Paul
- 2024 : Les enfants sont rois (série Disney+) de Sébastien Marnier : Baptiste

#### Clips
- 2017 : Dommage de Bigflo et Oli réalisé par Benoît Pétré : Louis

### Scénariste
- 2023 : Les Petits Meurtres d'Agatha Christie, saison 3, épisode 8 - coécrit avec Béatrice Fournera
- 2024 : Enterrement de vie de garçon (mini-série, 4 épisodes) - coécrit avec Adib Alkhalidey et Béatrice Fournera

### Réalisateur
- 2024 : Enterrement de vie de garçon (mini-série, 4 épisodes) - co-réalisé avec Adib Alkhalidey

## Théâtre
Sauf indication contraire ou complémentaire, les informations mentionnées dans cette section peuvent être confirmées par la base de données Les Archives du spectacle.
- 2019 : Presque (seul en scène), mise en scène de Fary
- 2021 : La Bonne Distance (lecture)
- 2024 : Entre les deux (seul en scène)

## Émissions de télévision
Cette section n'a pas vocation à évoquer les émissions dans lesquelles Panayotis Pascot est un simple invité.
- 2015-2016 : Le Petit Journal : chroniqueur humoristique
- 2016-2017 : Quotidien : chroniqueur humoristique
- 2022 : LOL : qui rit, sort ! de Philippe Lacheau : participant (saison 2)
- 2024 : Loups-Garous sur Canal + : présentateur

## Publication
- La prochaine fois que tu mordras la poussière, éditions Stock, 23 août 2023, 240 p. (ISBN 978-2234092525)[23], éditions Le livre de poche, 21 août 2024, 213p.  (ISBN 978-2-253-90782-4)